# AOMG
AOMG는 대한민국의 힙합 및 R&B 레이블로, 박재범이 2013년에 설립하였다. 현재 음악가 19명과 종합격투기 선수 정찬성, 웹툰 작가 기안84가 소속되어 있다.

## 연혁
창립 멤버는 대표 박재범(Jay Park), 싱어송라이터 그레이(GRAY), 프로듀서 차 차 말론(Cha Cha Malone)이다.
이후, 2013년 11월 9일 박재범 울산콘서트에서 비비드 크루의 엘로(ELO)의 영입을 발표했으며, 2013년 12월 21일 박재범 대구 콘서트에서 로꼬(LOCO)의 영입을 발표했다. 또한 2014년 3월 5일 믹스테입 [Re:Birth 2014]을 AOMG 사운드 클라우드에 공개하며 SNS를 통해 DJ 웨건(DJ Wegun)과 어글리덕(Ugly Duck)의 AOMG 가입을발표, 2015년 12월 12일 AOMG 2주년 콘서트에서 새 멤버인 후디(Hoody)의 영입을 발표했다.
사이먼 도미닉이 AOMG 공동대표로의 취임을 깜짝 공개하며 아메바컬쳐를 떠나 AOMG 공동 CEO로 합류했다. 이때 DJ 펌킨(DJ Pumkin)또한 같이 AOMG에 합류하게 되었다.
2016년 1월 6일 CJ E&M과 전략적 제휴를 맺었다.
2017년 10월 30일에 래퍼 우원재를 영입했다.
2018년 5월 9일에 종합격투기 선수 정찬성을, 6월 11일에 프로듀서 코드 쿤스트를 영입했다. 7월 25일에 사이먼 도미닉이 대표직에서 사임하였다.
2019년 11월 1일에 가수 소금을, 11월 6일에 래퍼 펀치넬로를 영입했다.
2020년 4월 8일에 가수 드비타를, 7월 24일에 YG 엔터테인먼트에서 이적한 가수 이하이를, 9월 4일에 프로듀서 구스범스를 영입했다.
2021년 2월 18일에 JYP 엔터테인먼트에서 이적한 갓세븐 출신 가수 유겸을 영입했다. 12월 31일에 박재범이 대표직에서 사임했다.
2022년 1월 25일에 래퍼 쿠기를, 10월 24일에 래퍼 재키와이를 영입했다.
2023년 2월 14일에 소금이 계약 종료로 회사를 떠났다. 4월 1일에 웹툰 작가 기안84를 영입했다. 4월 24일에 산하 레이블 솔라빔 레코즈를 설립했다. 11월 9일에 가수 미노이를 영입했다.

## 소속 아티스트
- 로꼬
- 엘로
- DJ 웨건
- 어글리덕
- 후디
- 펀치넬로
- 드비타
- 유겸
- 쿠기
- 재키와이
- 기안84
- 정찬성

## 과거 아티스트
- 박재범 (2013-2021)
- DJ 펌킨 (2024-2024)
- 소금 (2019-2023)
- 차 차 말론
- 구스범스
- 그레이 (2013-2024)
- 우원재 (2017-2024)
- 이하이 (2020-2024)
- 사이먼 도미닉 (2014-2024)
- 코드 쿤스트 (2018-2024)
- 미노이 (2024-2025)

## 자선활동
AOMG는 2018년 12월에 싱글 "119 Remix"로 얻은 수익을 소방 및 화재 사고 관련 단체에 기부할 예정이라고 발표했다. 그레이는 2019년 9월에 참여 아티스트들을 대표해 수익금(2500만원)을 서울소방재난본부에 기부했다.
2020년 8월에 코로나19 범유행으로 피해를 입은 취약계층을 지원하기 위해 온라인 콘서트 수익금 전액(약 1200만원)을 사랑의 열매에 기부했다.

## 투어
- AOMG 2014 미국 투어[22]
- 팔로 더 무브먼트 투어 2016

| 날짜     | 도시         | 국가     | 공연장                              |
| -------- | ------------ | -------- | ----------------------------------- |
| 1월 29일 | 서울         | 대한민국 | 블루 스퀘어                         |
| 1월 30일 | 서울         | 대한민국 | 블루 스퀘어                         |
| 2월 13일 | 부산         | 대한민국 | BEXCO                               |
| 2월 21일 | 대구         | 대한민국 | EXCO                                |
| 4월 5일  | 시카고       | 미국     | House of Blues                      |
| 4월 8일  | 뉴욕         | 미국     | PlayStation Theater                 |
| 4월 11일 | 휴스턴       | 미국     | Warehouse Live                      |
| 4월 12일 | 댈러스       | 미국     | The Bomb Factory                    |
| 4월 13일 | 라스베이거스 | 미국     | House of Blues                      |
| 4월 14일 | 로스앤젤레스 | 미국     | Wiltern Theatre                     |
| 4월 16일 | 샌프란시스코 | 미국     | The Warfield                        |
| 4월 17일 | 시애틀       | 미국     | Showbox Sodo                        |
| 7월 23일 | 상하이       | 중국     | QSW Culture Center                  |
| 7월 24일 | 상하이       | 중국     | QSW Culture Center                  |
| 9월 24일 | 광저우       | 중국     | Guangzho International Trade Center |

- 팔로 더 무브먼트 투어 2017

| 날짜      | 도시     | 국가     | 공연장                                            |
| --------- | -------- | -------- | ------------------------------------------------- |
| 2월 11일  | 서울     | 대한민국 | 올림픽홀                                          |
| 2월 12일  | 서울     | 대한민국 | 올림픽홀                                          |
| 3월 25일  | 방콕     | 태국     | BCC Hall Central Plaza Ladprao                    |
| 4월 9일   | 타이베이 | 대만     | Taipei International Convention Center            |
| 5월 1일   | 싱가포르 | 싱가포르 | Suntec Singapore Convention and Exhibition Centre |
| 12월 16일 | 마카오   | 중국     | Studio City Event Center                          |

- 어보브 오디너리 2019 북미 투어[28]

- 어보브 오디너리 2022 미국 투어[29]

- 팔로 더 무브먼트 투어 2023[30]

## 수상 및 후보
| 시상식             | 연도 | 부문             | 결과 | 각주   |
| ------------------ | ---- | ---------------- | ---- | ------ |
| 엘르 스타일 어워즈 | 2017 | 베스트 뮤직 액트 | 수상 | [ 31 ] |
| 한국 힙합 어워즈   | 2019 | 올해의 레이블    | 후보 | [ 32 ] |
| 한국 힙합 어워즈   | 2020 | 올해의 레이블    | 후보 | [ 33 ] |
| 한국 힙합 어워즈   | 2021 | 올해의 레이블    | 후보 | [ 34 ] |
| 한국 힙합 어워즈   | 2022 | 올해의 레이블    | 후보 | [ 35 ] |